# Khayyāţ Maḩalleh
Khayyāţ Maḩalleh (persiska: خیاط محله) är en ort i Iran.   Den ligger i provinsen Gilan, i den norra delen av landet, 170 km nordväst om huvudstaden Teheran. Khayyāţ Maḩalleh ligger 58 meter över havet och antalet invånare är 730.
Terrängen runt Khayyāţ Maḩalleh är varierad.Runt Khayyāţ Maḩalleh är det ganska tätbefolkat, med 134 invånare per kvadratkilometer. Närmaste större samhälle är Rūdsar, 18,8 km nordväst om Khayyāţ Maḩalleh. I omgivningarna runt Khayyāţ Maḩalleh växer i huvudsak blandskog.